# Giorgio Gaja
Giorgio Gaja (Lucerna, 12 luglio 1939) è un giurista italiano.
Dal 1975 è professore di diritto internazionale presso l'Università di Firenze e ha fatto parte della Commissione del diritto internazionale presso l'Organizzazione delle Nazioni Unite dal 1999 al 2011. Dal 2012 al 2021 è stato uno dei quindici giudici ordinari della Corte internazionale di giustizia.

## Biografia
Giorgio Gaja nasce a Lucerna nel 1939. È figlio dell'Ambasciatore Roberto Gaja. Nel 1960 si laurea in giurisprudenza presso l'Università di Roma. Dopo varie esperienze a Vienna, Oxford e L'Aia, si trasferisce nuovamente a Roma dove viene assunto come assistente di ricerca all'Università. Successivamente lavora sempre come assistente presso l'Università di Camerino dal 1964 al 1969, per poi tornare a Roma dal 1969 al 1972. Nel 1968 riceve l'abilitazione della libera docenza per il diritto internazionale. 
Diventa quindi professore straordinario di diritto internazionale privato tra il 1972 e il 1973, tra il 1973 e il 1974 viene assunto all'Università di Camerino questa volta in qualità di professore di diritto internazionale. Dal 1971 al 1975 è stato anche professore aggiunto presso l'Università di Firenze. Sempre presso l'Università di Firenze diventa professore di diritto dal 1975 e dal 1978 al 1981 assume la carica di preside della Facoltà di Giurisprudenza. Ha inoltre insegnato in numerose università in Francia e negli Stati Uniti. Nel 1981 e nel 2011 ha tenuto corsi presso l'Accademia del diritto internazionale dell'Aja e dal 2001 viene assunto come docente presso l'Institut universitaire de hautes études internationales a Ginevra.
Nel 1986 Gaja fu il delegato scelto dall'Italia in occasione della Convenzione di Vienna sul diritto dei trattati tra Stati e organizzazioni internazionali o tra organizzazioni internazionali. Tre anni dopo ha rappresentato l'Italia nel corso di una causa dinanzi alla Corte internazionale di giustizia. Dal 1999 al 2011 ha fatto parte della Commissione del diritto internazionale delle Nazioni Unite. Dal febbraio 2012 al febbraio 2021 è stato giudice ordinario presso la Corte internazionale di giustizia.
Giorgio Gaja è sposato e ha tre figli.

## Riconoscimenti
Nel 1985 riceve una laurea honoris causa presso la Pennsylvania State University. Dal 1993 fa parte dell'Istituto di diritto internazionale.

## Opere
- L'esaurimento dei ricorsi interni nel diritto internazionale, Milano 1967
- La deroga alla giurisdizione italiana, Milano 1971
- La riforma del diritto internazionale privato e processuale (curatore), Milano 1994
- Introduzione al diritto comunitario, Roma 2005